# Liste der denkmalgeschützten Objekte in Wolfsgraben
Die Liste der denkmalgeschützten Objekte in Wolfsgraben enthält die denkmalgeschützten, unbeweglichen Objekt der niederösterreichischen Gemeinde Wolfsgraben.

## Denkmäler
| Foto |                 | Denkmal | Standort                                    | Beschreibung | Metadaten |
| ---- | --------------- | --- | ------------------------------------------- | --- | --- |
| ja   | Datei hochladen | 2 Einsteigtürme (111, 114), Kanalbrücke Beerwartberg, Ein- und Auslaufkammer Wolfsgrabendüker (EK 112, AK 113) HERIS-ID: 111682 Objekt-ID: 129671 | Standort siehe Beschreibung KG: Wolfsgraben | Die II. Wiener Hochquellenwasserleitung ist eine 183 Kilometer lange Trinkwasser-Versorgungsleitung für die Stadt Wien. Sie wurde auf Betreiben von Karl Lueger errichtet und nach zehnjähriger Bauzeit am 2. Dezember 1910 als II. Kaiser-Franz-Josef-Hochquellenleitung eröffnet. Unter diesem Eintrag sind folgende Objekte zusammengefasst: Einsteigturm 111 (Lage), Kanalbrücke Beerwartberg (Lage), Einlaufkammer Wolfsgrabendüker (EK 112, Lage), Auslaufkammer Wolfsgrabendüker (AK 113, Lage), Einsteigturm 114 (Lage) | BDA-Hist.: Q37826042 Status: Bescheid Stand der BDA-Liste: 2025-06-30 Name: 2 Einsteigtürme (111, 114), Kanalbrücke Beerwartberg, Ein- und Auslaufkammer Wolfsgrabendüker (EK 112, AK 113) GstNr.: 61/110, 133/15, 24/9, 108, 61/111 Hochquellenwasserleitung in Wolfsgraben |
| ja   | Datei hochladen | Kath. Pfarrkirche Herz Jesu HERIS-ID: 8714 Objekt-ID: 4672                                                                                        | Hauptstraße 27 Standort KG: Wolfsgraben     | Die 1907 geweihte Saalkirche mit neoromanischen Formen und einem vorgestellten Nordwest-Fassadenturm wurde an der Stelle einer alten Kapelle errichtet. | BDA-Hist.: Q28122138 Status: § 2a Stand der BDA-Liste: 2025-06-30 Name: Kath. Pfarrkirche Herz Jesu GstNr.: 114/5, .123, .124 Pfarrkirche (Wolfsgraben) |